# Indagine sui bilanci delle famiglie italiane
L'indagine sui bilanci delle famiglie italiane è stata condotta dalla Banca d'Italia fin dal 1962. 
Lo scopo è quello di acquisire una più approfondita conoscenza dei comportamenti economici delle famiglie italiane.
Negli anni più recenti l'indagine è entrata a far parte di progetti internazionali quali il 
Luxembourg Income Study ed il Luxembourg Wealth Study, il cui scopo è quello di produrre archivi di dati armonizzati sul reddito e ricchezza delle famiglie nei principali paesi occidentali. 
Inoltre, a partire dal 2008, l'indagine è parte integrante del progetto della Banca Centrale Europea di realizzazione di un'indagine 
armonizzata sui bilanci familiari nell'area dell'euro (Survey on Household Finance and Consumption).

## Metodologia e oggetto di rilevazione
L'indagine è condotta su un campione di circa 8.000 famiglie estratte dalle liste anagrafiche.
A partire dal 1989, circa la metà del campione è costituita da famiglie panel (cioè già intervistate in passate rilevazioni). 
La fase operativa della rilevazione presso le famiglie viene effettuata, per conto della Banca d'Italia, da una società specializzata con l'utilizzo della metodologia CAPI (Computer Assisted Personal Interviewing).
Le principali variabili rilevate nell'indagine sono:
- Caratteristiche della famiglia e dei componenti: numero dei componenti e dei percettori di reddito, sesso, età, luogo di nascita titolo di studio, stato civile, qualifica e settore di occupazione (per ogni componente), caratteristiche dell'abitazione di residenza;
- reddito: salari e stipendi, da lavoro autonomo, pensioni, borse di studio, ..., da  capitale (fitti su immobili, interessi su titoli di Stato, dividendi azionari, ...);
- consumo e risparmio: consumi alimentari, spese per l'abitazione, per la salute, per le assicurazioni, per l'acquisto di beni durevoli, risparmio;
- ricchezza: attività reali (abitazioni, terreni, aziende,...), attività finanziarie (depositi, titoli di Stato, azioni, quote di fondi comuni,...), debiti;
- Temi monografici (analizzati in anni recenti): capital gains, eredità, avversione al rischio, lavoro domestico, mobilità economica, capitale sociale, evasione fiscale, aspettative, alfabetizzazione finanziaria.

I dati dell'indagine dal 1977 al 2014 sono disponibili gratuitamente sulla pagina web dell'Indagine per finalità di ricerca scientifica.

## I principali utilizzi dell'indagine
L'indagine è utilizzata fra l'altro:
- per la realizzazione di progetti di ricerca nell'ambito delle attività istituzionali della Banca d'Italia;
- per la valutazione ex ante di manovre di politica economica tramite modelli di microsimulazione (quali ad esempio Econlav[4] ed Euromod[5]);
- per la ricerca accademica[6];
- per integrare le informazioni provenienti da dati aggregati quali i Conti nazionali ed i Conti Finanziari.

I principali risultati sono diffusi tramite i Supplementi al Bollettino Statistico.